# 奥富瓦
奥富瓦（法語：Offoy，法語發音：[ɔfwa]）是法国上法蘭西大區索姆省的一个市镇，属于佩罗讷区。

## 地理
奥富瓦（49°45'40"N, 3°0'40"E）面积7.1 平方千米，位于法国上法蘭西大區索姆省，该省份为法国北部沿海省份，北起加来海峡省和北部省，西接滨海塞纳省和大西洋英吉利海峡，南至瓦兹省，东临埃纳省。
与奥富瓦接壤的市镇（或旧市镇、城区）包括：翁布勒、马蒂尼、桑库尔、瓦耶讷。

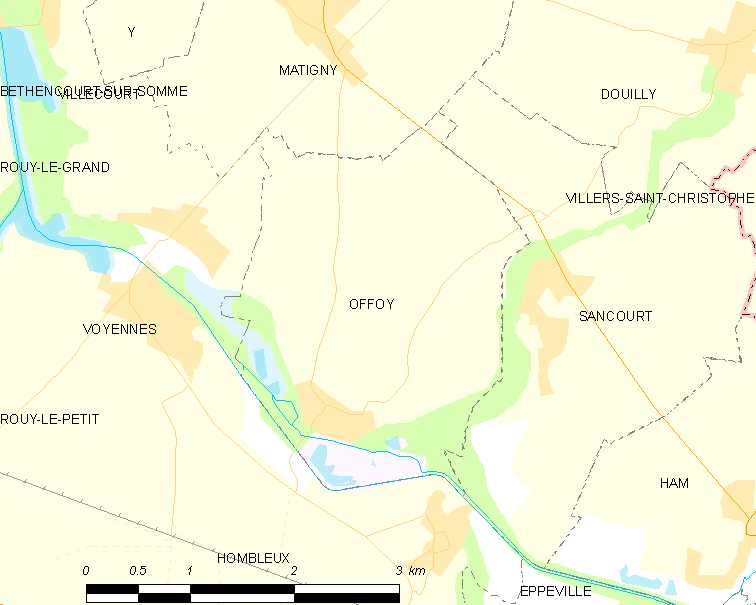
奥富瓦的OSM定位图

奥富瓦的时区为UTC+01:00、UTC+02:00（夏令时）。

## 行政
奥富瓦的邮政编码为80400，INSEE市镇编码为80605。

## 政治
奥富瓦所属的省级选区为阿姆县。

## 人口

1962-2008年间奥富瓦人口变化图示

奥富瓦于2022年1月1日时的人口数量为199人。